# 4470-es busz
A 4470-es jelzésű autóbusz helyközi autóbuszjárat volt Vámospércs és Újléta között.
Útvonalának hossza 6,9 - 8,5 km, menetideje 9 - 13 perc volt.
Egyes járatoknak Vámospércsen belül a vasútállomás, más járatoknak az autóbusz-forduló a volt a végállomása. Újléta felé kettő járat nem állt meg Vámospércs vasútállomáson.
A 2024. december 15-ei menetrendváltással a Volánbusz megszüntette az autóbuszvonalat.

## Megállóhelyei
| 4470 (Vámospércs – Újléta) | 4470 (Vámospércs – Újléta) | 4470 (Vámospércs – Újléta) | 4470 (Vámospércs – Újléta)              | 4470 (Vámospércs – Újléta) | 4470 (Vámospércs – Újléta) | 4470 (Vámospércs – Újléta)                                                                                              | 4470 (Vámospércs – Újléta) |
| sz.                        | sz.                        | sz.                        | Megállóhely                             | sz.                        | sz.                        | Átszállási kapcsolatok a járat megszűnésekor                                                                            |                            |
| -------------------------- | -------------------------- | -------------------------- | --------------------------------------- | -------------------------- | -------------------------- | --- | -------------------------- |
| 0                          | 0                          |                            | Vámospércs, autóbusz-forduló végállomás | 5                          |                            | 4413, 4414, 4415, 4416, 4420, 4422, 4471                                                                                |                            |
| 1                          | 1                          |                            | Vámospércs, Nagy utca 9.                | 4                          |                            | 4410, 4412, 4413, 4414, 4416, 4420, 4421, 4422, 4469, 4471                                                              |                            |
| 2                          | ∫                          | 0                          | Vámospércs, vasútállomás végállomás     | 3                          | 3                          | 4410, 4412, 4413, 4416, 4420, 4421, 4422, 4469, 4471 személyvonat, Corona InterCity, Hargita InterCity, Szamos EuroCity |                            |
| 3                          | 2                          | 1                          | Tanyai település, 4807 út               | 2                          | 2                          | 4413, 4471 |                            |
| 4                          | 3                          | 2                          | Újléta, Akácfa utca                     | 1                          | 1                          | 4413, 4471 |                            |
| 5                          | 4                          | 3                          | Újléta, Kossuth utca végállomás         | 0                          | 0                          | 4471 |                            |